# Stilla flexicostata
Stilla flexicostata är en snäckart som först beskrevs av Suter 1899.  Stilla flexicostata ingår i släktet Stilla och familjen kägelsnäckor. Inga underarter finns listade i Catalogue of Life.